# Дом Аладова
Дом Аладова — памятник архитектуры. Расположен в Санкт-Петербурге, современный адрес дома — Средний проспект Васильевского острова, 24.
У дома два этажа на высоких подвалах, он построен в стиле русского классицизма 1806—1809 годах для подполковника В. Серебрякова. Планировка квартирная, фасад обращён на Средний проспект. Здание завершено невысоким треугольным фронтоном и полуциркульным окном в тимпане, под ним в центре второго этажа расположено «венецианское» трёхчастное окно, выходящее на балкон, поддерживаемый колоннами портика.
Центральный проезд, оформленный четырёхколонным тосканским портиком, идёт во двор, по сторонам двора в 1840-х годах построены четырёхэтажные флигели.
На втором этаже в некоторых помещениях сохранились карнизы с модульонами и розеттами начала XIX века. Также сохранилась типичная лестница на сводах. Во дворе были наружные открытые лестницы и крыльца, что было характерно для гражданской архитектуры первой половины XVIII века, а потом стало редким исключением.
В 1830-х годах участок получил С. Н. Аладов, его семье он принадлежал до 1918 года В 1837 году в дворовом флигеле жил А. В. Тимофеев. В 1910-х годах в доме жил А. Н. Новоскольцев. В 1970—1980-х годах в доме находился проектный Институт огнеупоров, а с 1995 года — отдел Антропологии Кунсткамеры.
В 2018—2019 году здание реставрировалось.